# نیه‌ترینه
نیجترینا (به هلندی: Nijetrijne) یک منطقهٔ مسکونی در هلند است که در وست‌استلینگ‌ورف واقع شده‌است. نیجترینا ۱۱۳ نفر جمعیت دارد.